# As Sudah (huyện)
Huyện As Sudah là một huyện thuộc tỉnh Amran, Yemen. Đến thời điểm năm 2003, huyện này có dân số 32169 người